# Fredrik Zschotzscher
Johan Gottfried (Fredrik) Zschotzscher, född 23 april 1722 i Jönköping, död 11 april 1805 i Öjaby, Kronobergs län, var en svensk kyrkomålare och ritmästare.
Han var son till soldaten vid Sachsiska regementet och borstbindarmästaren Johan Sotier och Christina Sturck och gift första gången med Maria Elisabeth Hammell och andra gången med Maria Catharina Berg samt bror till Johan Christian Zschotzscher. Han erhöll bördsbrev i Jönköping 1738 och samma år inskrevs han som lärling i Göteborgs Målareämbete hos sin broders verkstad. Han blev gesäll 1743 och arbetade tillsammans med sin bror fram till 1760. Han sökte burskap i Växjö 1758 men hans begäran avslogs eftersom han saknade mästarbrev.